# Tour della nazionale maschile di rugby a 15 del Canada 1983

## Risultati
| Portsmouth 1º ottobre 1983 | Combined Services | 14 – 17 | Canada XV |  |

| Headingley 5 ottobre 1983 | Headingley | 16 – 9 | Canada XV |  |

| Ocford 8 ottobre 1983 | Università di Oxford | 9 – 19 | Canada XV |  |

| Worthing 11 ottobre 1983 | Sussex | 16 – 9 | Canada XV |  |

| Londra 15 ottobre 1983 | Inghilterra XV | 27 – 0 | Canada | Twickenham |